# Наръчник на интелигентната жена по социализъм и капитализъм
„Наръчник на интелигентната жена по социализъм и капитализъм“ (на английски: The Intelligent Woman's Guide to Socialism and Capitalism) е книга на ирландско-британския писател Джордж Бърнард Шоу.
Написана е през 1928 година и е преиздадена като първата книга от поредицата „Пеликани“ (Pelicans) на издателство Penguin Books през 1937 г. Обложката с подвързията за първите британско и американско издания е дело на британския художник Ерик Кенингтън (Eric Kennington).
Алън Лейн (Allen Lane), основателят на Penguin Books, искал да създаде поредицата „Пеликани“, като желаел да я открие именно с тази книга. Бърнард Шоу, позовавайки се на факта, че е изминало десетилетие от първото издание, му писал, че заглавието следва да се промени на „Наръчник на интелигентната жена по социализъм, капитализъм, съветизъм и фашизъм“ (The Intelligent Woman's Guide to Socialism, Capitalism, Sovietism, and Fascism). Така творбата на Б. Шоу с новото заглавие открива поредицата „Пеликани“, излизайки в 2 тома с мека подвързия през 1937 година.